# Tatjana Ždanoková
Tatjana Ždanoková (rusky Татьяна Аркадьевна Жданок, Taťjana Arkaďjevna Ždanok, lotyšsky Ždanoka, rozená rusky Хесин, Chesin, lotyšsky Hesin, * 8. května 1950 Riga) je lotyšská matematička a politička ruské národnosti, od roku 2004 poslankyně Evropského parlamentu zasedající ve skupině Zelení / Evropská svobodná aliance.

## Agentka SVR
Podle informací uveřejněných koncem ledna 2024 na webu investigativní žurnalistiky The Insider je agentkou ruské  Služby vnější rozvědky (SVR), a to minimálně již od roku 2004.